# L'ispettore generale (film)
L'ispettore generale è un film del 1949 diretto da Henry Koster.
È una trasposizione cinematografica del racconto di Gogol' L'ispettore generale.